# コサキン勝手にごっこ
『コサキン勝手にごっこ』（コサキンかってにごっこ）は、1987年10月20日から1988年9月20日まで日本テレビ系列局で放送されていた日本テレビ製作のバラエティ番組である。全35回。放送時間は毎週火曜 19:30 - 20:00 （日本標準時）。

## 概要
視聴者からの投稿ビデオを基に進行していた番組で、投稿ビデオが通算で3本紹介された投稿者にはハワイ旅行をプレゼントしていた。収録はスタジオでの公開形式で行われていた。
司会はコサキンこと小堺一機と関根勤が務めていた。また、当時コサキンと同じく浅井企画所属タレントだった堀敏彦も出演していた。提供読みを担当していたのは当時日本テレビのアナウンサーだった徳光和夫で、徳光の声には『カックラキン大放送!!』と同様のエコーがかけられていた。オープニングのカットは城戸真亜子の手によるものである。
神奈川県横浜市にある放送ライブラリーには、この番組の初回の記録映像が保存されている。

## スタッフ
- 構成：喰始、河野洋、浦沢義雄、海老原靖芳、鈴木しゅんじ、青木ゆか
- 音楽：鈴木宏昌
- タイトル：城戸真亜子
- アニメーション：木下蓮三
- 映像：鈴木康介
- 音声：斉藤勝彦
- 撮影：八村耕治
- 照明：関仁、中川満
- 音楽効果：三神直
- デザイン：田原英二
- 美術：山浦俊夫
- 演出：木島隆史、西田弘一
- プロデューサー：五歩一勇、勝田哲夫、神戸文彦
- 制作：遠藤克彦
- 制作協力：THE WORKS、浅井企画
- 製作著作：日本テレビ

## コーナー
- ハプニング
- お父さんの職業当てクイズ
- 勝手にクイズ
- 勝手に流行語
- 人間ウォッチング

## コサキンのギャハハTV
レギュラー放送の終了後も『コサキンのギャハハTV』と題し、1989年度の改編期特番として放送されていた。
コサキンのギャハハTV・笑いっぱなしで120分
1989年2月11日（土曜）に『土曜スーパースペシャル』枠で放送。出演者は鈴木健二、森川由加里、工藤公康ほか。
優勝賞金は100万円。ゲストの薬丸裕英、デーモン小暮、コロッケも爆笑ビデオに挑戦した。
第2回コサキンのギャハハTV 今夜決定・爆笑ビデオグランプリ
1989年10月3日（火曜）に放送。出演者は伊東四朗ほか。
ゲストのデーモン小暮や掛布雅之もビデオに挑戦した。